# Eric Babak
Eric Babak (* 3. August 1970 in Brüssel) ist ein belgischer Musiker, Pianist und Komponist.

## Leben
Eric Babak begann im Alter von fünf Jahren Klavier zu spielen. Seine Lehrer waren unter anderen Roger Pillebou für Klassische Musik und Paul Schwarz für Jazz. Im Alter von 19 Jahren hatte Babak seine erste weltweite Veröffentlichung mit Transkriptionen der Blues Brothers. In dieser Zeit erhielt er auch die ersten Angebote, für Fernsehsender zu komponieren.

## Arbeiten
- Für die Olympischen Winterspiele 2014 in Sotschi schrieb er die Imagemusik.
- Für den Panorama-Künstler Yadegar Asisi komponiert er alle Soundtracks für dessen Panometer-Ausstellungen. Entstandene Soundtracks: Rom 312 (produziert mit einem 60-Personen-Chor), Berlin Die Mauer, Dresden 1756, Dresden 1945, Mount Everest 8848, Leipzig 1813, Panorama Sensation 2011 in Berlin im Pergamonmuseum der antiken Stadt Pergamon, Amazonien, Great Barrier Reef, Rouen 1431 Jeanne D’Arc, Martin Luther 1517 in Wittenberg, Titanic und Carolas Garten.
- Für den Kinofilm Die Eylandt Recherche komponierte, produzierte und orchestrierte er 2008 den Soundtrack mit dem Russian State Cinema Orchestra Moscow und dem State Academic Choral Chapel of Russia Choir in den Mosfilm-Studios in Moskau.
- Babak hat mittlerweile etwa 200 Titelmusiken (Future, Miss Germany, Internet Oscar, Blitz, Avenzio, Pariser Platz, Thema Mardi, Swisscom Cup anthem, Mao Themenabend, Spika TV, Bravo TV, Stan Becker, Fieber, CYBC Titelthema zu „Europe News“, Sat.1 Film Film, Talk der Woche, Frauenhelden, Rosen vom Ex, Jeder gegen jeden, ProSieben Filmfieber, Zacherl Einfach kochen, Super Bingo, Greif ab, Efda Deka usw.) geschrieben.
- Weiterhin hat er über 1000 Station-Design-Elemente und etwa 200 Werbemusiken (Woolworth, Mitsubishi, Hilfiger etc.) verfasst.
- Sat.1-Station-Design und deren Audio-Logo verantwortlich seit 1996
- N24-Station-Design und deren Audio-Logo verantwortlich seit 2003
- Additional score für den deutschen Kino-Film Im weißen Rössl (2013)
- Etwa 2000 Arrangements und Transkriptionen schuf er für die Verlage Warner Music Group, Bosworth, Music Sales und IMP. Zu den von ihm verfassten Notenbüchern gehören Rammstein, Andrea Bocceli, Blues Brothers, Right said Fred, Giorgio Moroder, Nena, Udo Lindenberg, Modern Talking, MTV Songbooks, Christina Stürmer, Sascha, Fools Garden, Xavier Naidoo, No Angels, Rosenstolz, Peter Maffay, Westernhagen, F.C. Bayern, Fury in the Slaughterhouse – The hearing and the sense of balance, Arr. u. Notensatz, München: IMP, 1996
- Er arbeitet für Warner/Chappell, SAT.1, ProSieben, Arte, ZDF, Walt Disney, Endemol, Seven Senses, Studio Berlin, LTV, CYBC, MME, Kabel1, Swisscom, BMG, KGW, N24, Regardez, TLI, Neun Live, SWR, Schott, Bosworth, Music Sales, Lintas, IMP, Sony, N24, Tommy Hilfiger, Kiss FM, Deutsche Bahn, Europa-Park uvm.
- Für den Europa-Park in Rust komponierte und produzierte er im Jahr 2018 die Musik und das Sound-Design für den Eurosat – CanCan Coaster, eine Kooperation zwischen dem Moulin Rouge und dem Europa-Park. Hierfür hatte er unter anderem den Techno-Klassiker „In a Second Orbit“ der alten Eurosat-Achterbahn mit Orchester und Chor arrangiert und produziert. Gemischt wurde das Werk von Sam Okell (Grammy-Gewinner) und gemastert von Geoff Pesche in den Abbey Road Studios in London. Im Jahr 2024 komponierte er für den Europa-Park den Soundtrack für die Achterbahn Voltron Nevera,[1] gemischt in den Dean Street Studios in London und gemastert von Mazen Murad.[2]

### Awards (Auswahl)
- Red dot design award winner 2014 for „Leipzig 1813“ – in Leipzig – Soundtrack & Sound-Design by Eric Babak
- ICONIC AWARDS 2014 for „Leipzig 1813“ – Winner Architecture – Soundtrack & Sound-Design by Eric Babak
- German Design Award 2015 for „Leipzig 1813“ – Special Mention – Soundtrack & Sound-Design by Eric Babak
- Red dot design award winner 2012 for „Pergamon Panorama“ –  Soundtrack & Sound-Design by Eric Babak
- ART DIRECTORS CLUB AWARD 2012 for „Pergamon Panorama“ – Soundtrack & Sound Design by Eric Babak
- German Design Award 2014 for „Pergamon Panorama“ – Special Mention – Soundtrack & Sound Design by Eric Babak
- German Design Award 2016 – Dresden 1945 – Special Mention – Soundtrack & Sound Design by Eric Babak
- Die Fahrschule (nominiert für den Adolf-Grimme-Preis 2000) music by Eric Babak
- GOLD Status für Bela B.s Soloalbum Bingo, Titel „B-Vertüre“

### Werke (Auswahl)
- CD Soundtrack Moulin Rouge Eurosat CanCan Coaster (2018).
- CD Soundtrack Titanic
- CD Soundtrack Jeanne D’Arc Rouen 1431
- CD Soundtrack Pergamon
- CD Soundtrack Amazonien
- CD Soundtrack Die Eylandt Recherche
- CD Soundtrack Dresden 1756
- CD Soundtrack Rom 312
- CD Soundtrack „Mount Everest 8848“
- CD Soundtrack "Leipzig 1813
- CD Soundtrack „Dresden 1945“
- GOLD STATUS für Bela B.s Soloalbum Bingo, Titel „B-Vertüre“
- Für den Sänger Haddaway produziert er vier Titel auf dem Album My Face (Terzetto, September 2001)
- Hulu Project Chat mit Hubl Greiner
- Lehrbuch: Rap, hiphop & dance grooves: alles über professionelle Groove-Programmierung und die Arbeit mit Loops im Studio. Schott, Mainz 1994, ISBN 3-7957-5091-1